# Сознание у животных
Сознание у животных или осознанность у животных — это качество или состояние самосознания у животных, либо осознания внешнего объекта или чего-то внутри себя..  У людей сознание определяется через чувствительность (англ. Sentience), осознанность, субъективность, квалиа, способность испытывать или чувствовать, бодрствование, чувство собственного достоинства и систему исполнительного контроля разума. Несмотря на трудности в определении, многие философы полагают, что существует широко распространенное общее понимание о том, что такое сознание.
Тема сознания животных сталкивается с рядом трудностей. Она поднимает проблему других разумов в особенно трудной форме, потому что животные, лишенные способности использовать человеческий язык, не могут рассказать нам о своем опыте. Кроме того, трудно объективно рассуждать по этому вопросу, потому что отрицание того, что животное имеет сознание, часто подразумевает, что оно не чувствует, его жизнь не имеет ценности, и что причинение ему вреда не является морально неправильным. Например, французского философа XVII века Рене Декарта иногда обвиняли в жестоком обращении с животными, потому что он утверждал, что только люди имеют сознание.
Философы, которые считают субъективное переживание сущностью сознания, обычно считают, что невозможно узнать, существует ли сознание у животных и какова его природа. Американский философ Томас Нагель изложил эту точку зрения во влиятельном эссе под названием «Каково быть летучей мышью?». Он сказал, что организм имеет сознание «тогда и только тогда, когда есть нечто, являющееся ответом на вопрос „каково быть этим организмом?“ — что-то, на что это похоже для этого организма»; и он утверждал, что независимо от того, сколько мы знаем о мозге и поведении животного, мы никогда не сможем действительно погрузиться в разум животного и ощутить его мир так, как оно это делает само. Другие мыслители, такие как учёный-когнитивист Дуглас Хофштадтер, не согласны с этим аргументом, считая его непоследовательным.
Сознание животных активно исследуется уже более ста лет. В 1927 году американский функциональный психолог Харви Карр утверждал, что любая попытка измерить или понять осведомлённость (понимание) у животных зависит от «точного и полного знания его основных условий в человеке». В более недавнем обзоре в 1985 году был сделан вывод о том, что «наилучшим подходом является использование эксперимента (особенно психофизики) и наблюдений для отслеживания зари и онтогенеза самосознания, восприятия, общения, намерения, убеждений и отражения у нормальных человеческих эмбрионов, младенцев и детей». В 2012 году группа неврологов подписала Кембриджскую декларацию о сознании, в которой «недвусмысленно» утверждалось, что «люди не уникальны в том, что обладают неврологическими субстратами, которые генерируют сознание». Животные, не являющиеся человеком, включая всех млекопитающих и птиц, и многие другие существа, включая осьминогов, также обладают этими нервными субстратами.